# Tomki Němec
Tomki Němec (* 22. června 1963 Praha) je současný český fotograf.

## Život a dílo
V roce 1986 byl přijat na Filmovou a televizní fakultu Akademie múzických umění v Praze, studium v roce 1988 přerušil. V letech 1989–1992 a 1997–2003 byl osobním fotografem prezidenta Václava Havla. Snímky, které vznikly v tomto období, byly využity jak v dobovém tisku, tak v obrazové publikaci, kterou vydal vlastním nákladem v roce 2001.
V roce 1991 byla jeho fotografie prezidenta Václava Havla překvapeného mořskou vlnou v Portugalsku zařazena do putovní výstavy World Press Photo. V roce 1995 byl oceněn v mezinárodní soutěži novinářské fotografie World Press Photo. Získal 3. místo za fotografii v kategorii Daily Life – singles, „Black market in Havana, Cuba / Černý trh v Havaně, Kuba“). V roce 2004 se zúčastnil soutěže Czech Press Photo, kde získal 1. místo v kategorii Každodenní život za soubor Život české menšiny v rumunském Banátu a Grant města Prahy, který po zvážení nerealizoval a finanční prostředky nepřevzal. V roce 2004 na základě grantu slovenského Inštitútu pre verejné otázky vytvořil fotografický dokument „Zpráva o stavu Slovenska“. Dílo (40 velkoformátových fotografií) bylo prezentováno samostatnou výstavou v rámci Měsíce fotografie 2004 v Bratislavě.
V letech 1989–1992 byl reprezentován francouzskou Agence VU a od roku 1992 vídeňskou agenturou Anzenberger Agency. Fotografie autora Tomkiho Němce byly publikovány v řadě periodik po celém světě, například v Libération, Le Monde, Paris Match, Stern, Der Spiegel, Das Magazin, DU, Geo, Die Zeit, Focus, Esquire, New York Times Magazines, Los Angeles Times Magazine, News, z domácích například Respekt, Reflex, Mladý svět atd. V roce 2002 krátce zastával funkci vedoucího fotografa v týdeníku Instinkt. V závěru roku 2008 a v prvním půlroce 2009 vedl tým fotografů a dokumentoval české předsednictví Evropské unie 2009. V letech 2007 až 2010 fotografoval pro týdeník Respekt, s kterým spolupracoval od jeho počátků (1989).
Od září 2012 do ledna 2013 fotografoval prezidentskou kampaň Karla Schwarzenberga.
V roce 2016 vydal vlastním nákladem k nedožitým osmdesátým narozeninám prezidenta Václava Havla obsáhlou fotografickou publikaci „Václav Havel – Tomki Němec, Fotografie“.
V říjnu 2016 v Centru současného umění DOX vystavil přes 160 velkoformátových fotografií (28. října 2016 až 15. března 2017). Výstavu „HAVEL“ během čtyř měsíců navštívilo přes 36 000 diváků. (Údaj vykázaný galerií DOX dle Art & Antiques – počet návštěvníků 36 633, denní průměr 324 návštěvníků.)

## Knihy
- Václav Havel, Tomki Němec, Photographs, vlastním nákladem, 2001
- Fototorst – Tomki Němec, edice č. 29, nakladatelství Torst, 2007
- Václav Havel – Tomki Němec, Fotografie“, vlastním nákladem, 2016
- Amerikánka, Etc. – Tomki Němec, Fotografie, Heaven’s Gate, 2022, fotozáznam divadelní hry Amerikánka